# Dance Madness

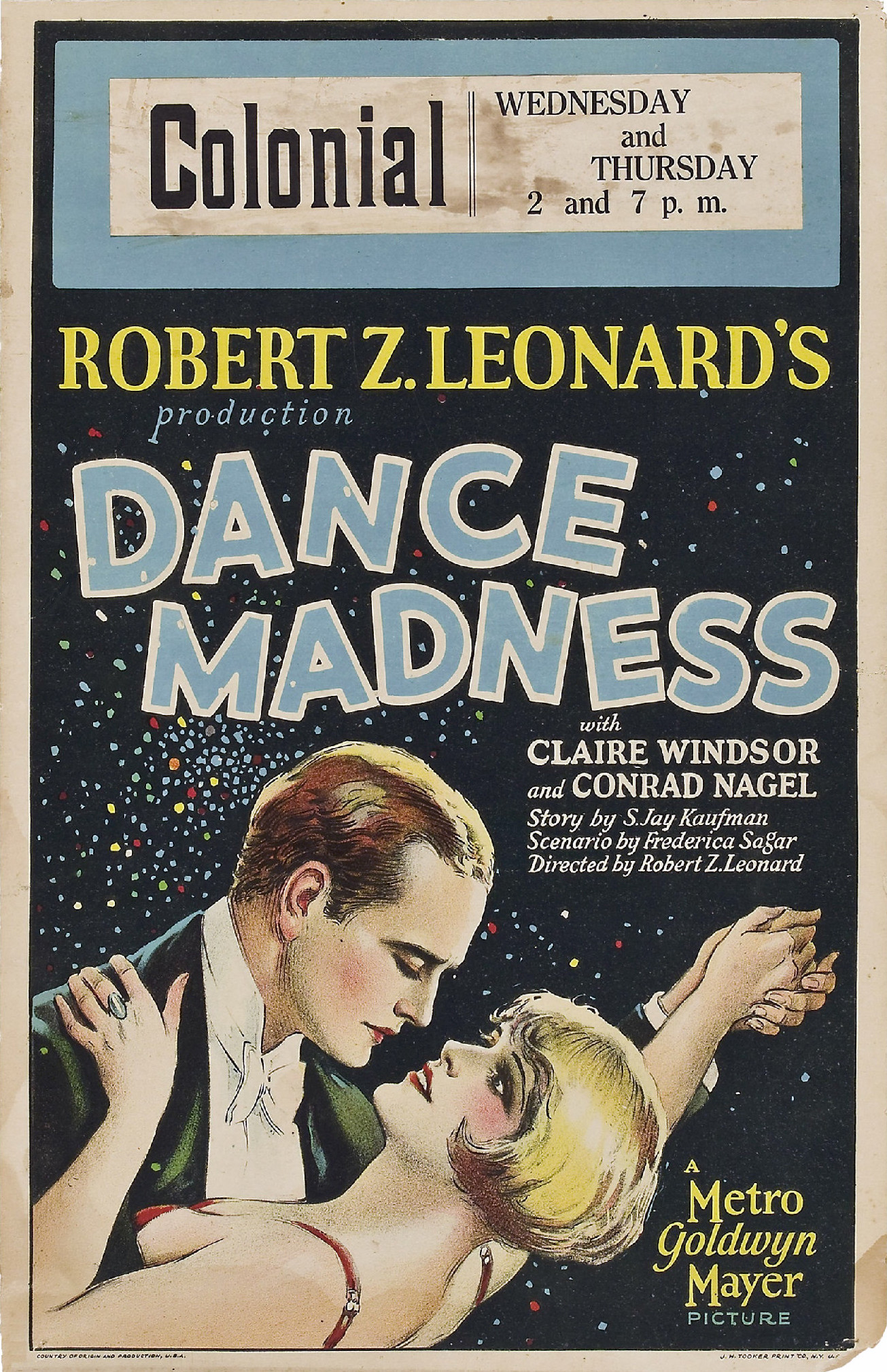
Affiche du film

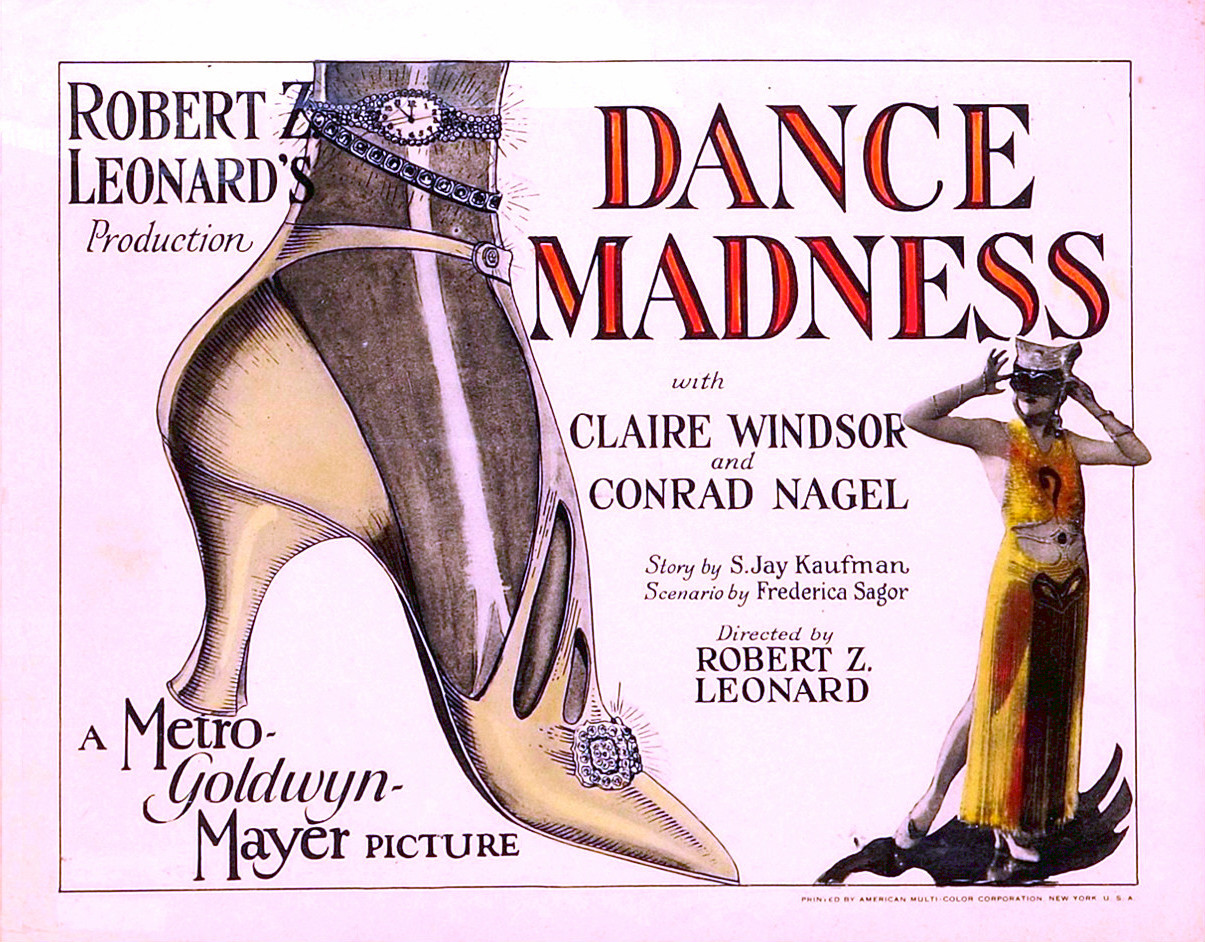
Carte promotionnelle du film

Dance Madness est un film américain réalisé par Robert Z. Leonard et sorti au cinéma en 1926.

## Synopsis
May est mariée à Roger, un alcoolique. Durant une soirée dansante, elle teste sa fidélité en se faisant passer pour une danseuse masquée et en tentant de le séduire.

## Fiche technique
- Réalisation : Robert Z. Leonard
- Scénario : Frederica Sagor
- Production :
- Distribution : Metro-Goldwyn-Mayer
- Photographie : John Arnold, William H. Daniels
- Montage : William LeVanway
- Durée : 6 393 pieds[1] 70 minutes
- Date de sortie : 
  - États-Unis : 4 janvier 1926

## Distribution
- Conrad Nagel : Roger Halladay
- Claire Windsor : May Russell
- Hedda Hopper : Valentina
- Douglas Gilmore : Bud
- Mario Carillo : Strokoff
- Elmo Billing